# Viriclanis
Viriclanis is een geslacht van vlinders uit de onderfamilie Smerinthinae van de familie pijlstaarten (Sphingidae).

## Soorten
- Viriclanis kingstoni Aarvik, 1999